# Dynia olbrzymia

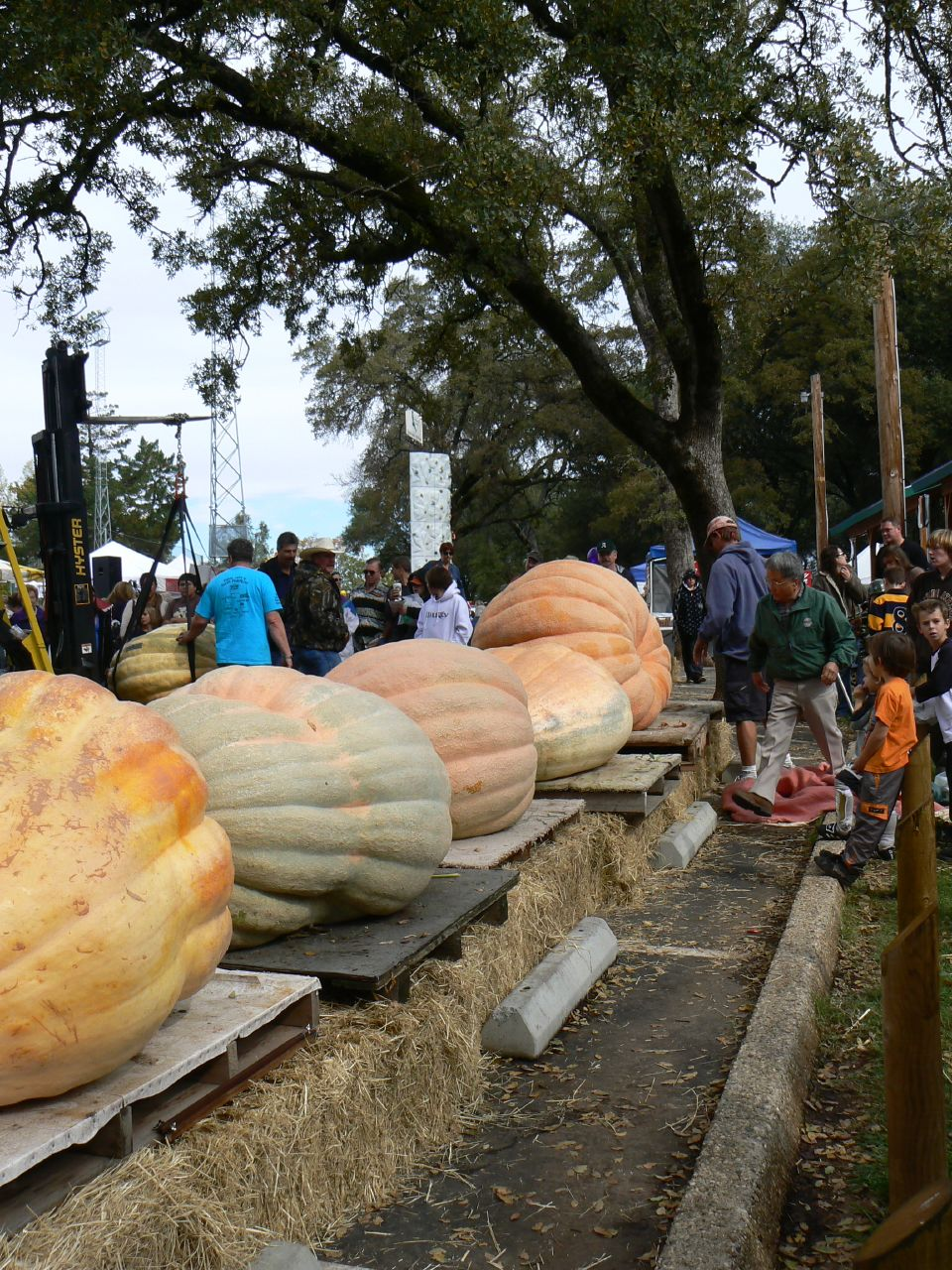
Festiwal dyń olbrzymich w Kalifornii (USA)

Dynia olbrzymia (Cucurbita maxima Duchesne) – gatunek rośliny z rodziny dyniowatych. Pochodzi z Ameryki Środkowej i Południowej. Były uprawiane już 3000 lat przed naszą erą. Główne rejony uprawy to obecne tereny Meksyku, Gwatemali i południowe rejony USA. Na tym obszarze występują dzikie gatunki C. lundelliana Bailey oraz C. martinezii Bailey. Niektóre źródła podają, że dynie były znane i uprawiane już 5000–7000 lat p.n.e. Gatunki Cucurbita trafiły do Europy za pośrednictwem hiszpańskich żeglarzy, potem rozprzestrzeniły się na inne kontynenty.
W Polsce uprawiana jako roślina jednoroczna, czasem (rzadko) dziczejąca (efemerofit).

## Morfologia
ŁodygaPłożąca się lub wspinająca, gruba, o długości do 10 m.
Liście5-7 klapowe, długoogonkowe, duże z zaokrąglonymi klapami oddzielonymi od siebie dość płytkimi zatokami.
KwiatyRozdzielnopłciowe, żółte, lekko pachnące. Roślina jednopienna. Kwiaty żeńskie wyrastają pojedynczo, mają dzwonkowaty, 5-ząbkowy kielich, dużą lejkowatą, 5-łatkową koronę (o szerokości do 10 cm), jeden słupek. Kwiaty męskie wyrastają pęczkami w kątach liści i mają 5 zrośniętych pręcików. Kwiaty dyni są duże, z żółtą lub kremową koroną, rozdzielnopłciowe, męskie i żeńskie prawie tej samej wielkości. Kwiaty występują pojedynczo w kątach liści. Kwiaty męskie mają długie szypułki i występują blisko nasady pędu, natomiast kwiaty żeńskie o krótkich szypułkach w dalszych węzłach. Kwiat dyni składa się zwykle z trzech owocolistków (czasami 4-5), których brzegi tworzą łożysko. Zalążnia jest dolna, podzielona na trzy komory. Krótkie i grube znamię jest trzyczęściowe. Działki kielicha i korony są pięciodzielne. Nitki pręcikowe są wolne, natomiast pylniki są zrośnięte i tworzą rodzaj kolumny. Oba typy kwiatów produkują nektar
OwocJest jagodą fałszywą o zróżnicowanym kształcie i różnej wielkości, zależnie od odmiany, zrośniętą z dnem kwiatostanu stanowiącego zewnętrzną, mięsistą jego warstwę okrytą twardniejącą – w miarę dojrzewania – niezbyt grubą, zieloną, żółtą lub pomarańczową skórką. Średnia waga owoców ok. 50 kg. Wyrasta na miękkiej i obłej szypułce, co różni ten gatunek od dyni zwyczajnej. Rozwój pierwszych owoców hamuje rozwój następnych. Rośliny danej odmiany po wytworzeniu określonej liczby owoców zrzucają kolejne zawiązki. W jednym owocu znajduje się średnio 100-400 nasion okrytych łupiną. Rekordowy owoc dyni ważył 1190,4 kg. Wyhodował ją Mathias Willemijns w 2016 roku, dzięki czemu pobił rekord świata. Rekord Polski został pobity w 2019 roku i wynosi 870 kg.
System korzeniowySystem korzeniowy składa się z korzenia głównego dochodzącego do 2 m i więcej, i odchodzącej od niego sieci korzeni bocznych leżących blisko powierzchni ziemi. System korzeniowy charakteryzuje się bardzo szybkim tempem wzrostu (do około 1 m dziennie ).

## Biologia rozmnażania
Dynie są roślinami jednopiennymi, owadopylnymi. Jako pierwsze rozwijają się kwiaty męskie. Stopień nasilenia żeńskości zależy od odmiany. Dynie, podobnie do pozostałych dyniowatych, dość dobrze znoszą zapylanie własnym pyłkiem (nie występuje zjawisko silnej depresji wsobnej). Umożliwia to prowadzenie chowu wsobnego przez wiele pokoleń. Depresja wsobna najsilniej przejawia się w plonie nasion.
Izolowanie i sztuczne zapylanie dyniowatych jest stosunkowo proste z powodu ich dużych kwiatów. Przeznaczone do zapylenia kwiaty izoluje się za pomocą spinaczy (np. spinacze fryzjerskie) na dzień przed rozwinięciem płatków, lub za pomocą waty, którą owija się pąk. Do wnętrza kwiatów mogą także wgryzać się owady (żukowate) przenoszące pyłek. Zapylenie dyni należy przeprowadzać w ciągu pierwszych 8–12 dni kwitnienia kwiatów żeńskich, przy czym jeden kwiat można zapylać 2 razy. Dynie zapyla się w polu, ponieważ źle znoszą zapylanie w warunkach uprawy w szklarni lub tunelach foliowych (w przeciwieństwie do pozostałych dyniowatych ). Zapylenie należy przeprowadzić w godzinach porannych. Pyłek zasycha bowiem już przed południem. Kwiaty zapylane do 7 rano dają ok. 50% owoców, a zapylane po 10 już tylko 7%. Można uzyskać lepsze wyniki jeśli zapyla się pierwsze kwiaty żeńskie. Od wysiewu do zakwitania upływa w zależności od warunków od 4 do 6 tygodni.

## Zastosowanie
- Uprawiana jako warzywo. Owoce są jadalne. Miąższ owoców jest jadalny po ugotowaniu (np. jako zupa z dyni), można go też kandyzować i wytwarzać marmoladę. Cenione są również pestki dyni: zarówno do bezpośredniego spożycia, jak również w postaci tłoczonego z nich oleju. Na terenie obecnego Peru uprawiana była już od ok. 2000 lat i była jedną z głównych roślin uprawianych przez Inków dla celów spożywczych. Według badań Szweykowskich uprawiana była tam już w neolicie. Do Europy została sprowadzona przez Hiszpanów w ok. 50 lat po wyprawie Krzysztofa Kolumba. W Polsce znana była również już w XVI w., uprawiano ją wtedy u nas jako roślinę leczniczą[8]
- Nadaje się również na paszę dla zwierząt.
- Dynia olbrzymia jest gatunkiem dobrze rosnącym w polskich warunkach klimatycznych i dającym wysokie plony. Odpowiedni skład soli, znaczna zawartość karotenoidów i niska zdolność do wiązania azotanów sprawiają, że stanowi ona cenny surowiec dla przemysłu. Mała popularność tej rośliny w Polsce spowodowana jest brakiem tradycji uprawy dyni na dużych powierzchniach.
- Dynia wykorzystywana jest również w gorzelnictwie[9], ze względu na dużą zawartość suchej masy, konkuruje z ziemniakiem, w piekarnictwie, przetwórstwie owocowo – warzywnym do produkcji mrożonek, dżemów itp., oraz jako pasza dla zwierząt.
- Ze względu na wysoką zawartość beta-karotenu (prowitaminy A) i niską zdolność wiązania azotanów z gleby jest wykorzystywana jako surowiec do produkcji soków owocowo-warzywnych.
- Owoc dyni znajduje zastosowanie również jako składnik odżywek dla niemowląt.
- Istnieją odmiany o bardzo kolorowych i charakterystycznego kształtu owocach, uprawiane jako rośliny ozdobne (tzw. dynia ozdobna). Należy do nich np. Cucurbita maxima var. turbaniformis, której owoce mają kształt turbanu i są dwukolorowe[8].
- Z nasion wyjątkowo dużych owoców nazywanych 'Atlantic Giant' uprawiane są rośliny głównie z zamiarem osiągnięcia nowego rekordu.